# Kawerau
Kawerau is een stad in de regio Bay of Plenty op het Noordereiland van Nieuw-Zeeland, 58 kilometer ten oosten van Rotorua aan highway 34. Het merendeel van de bevolking is Māori.

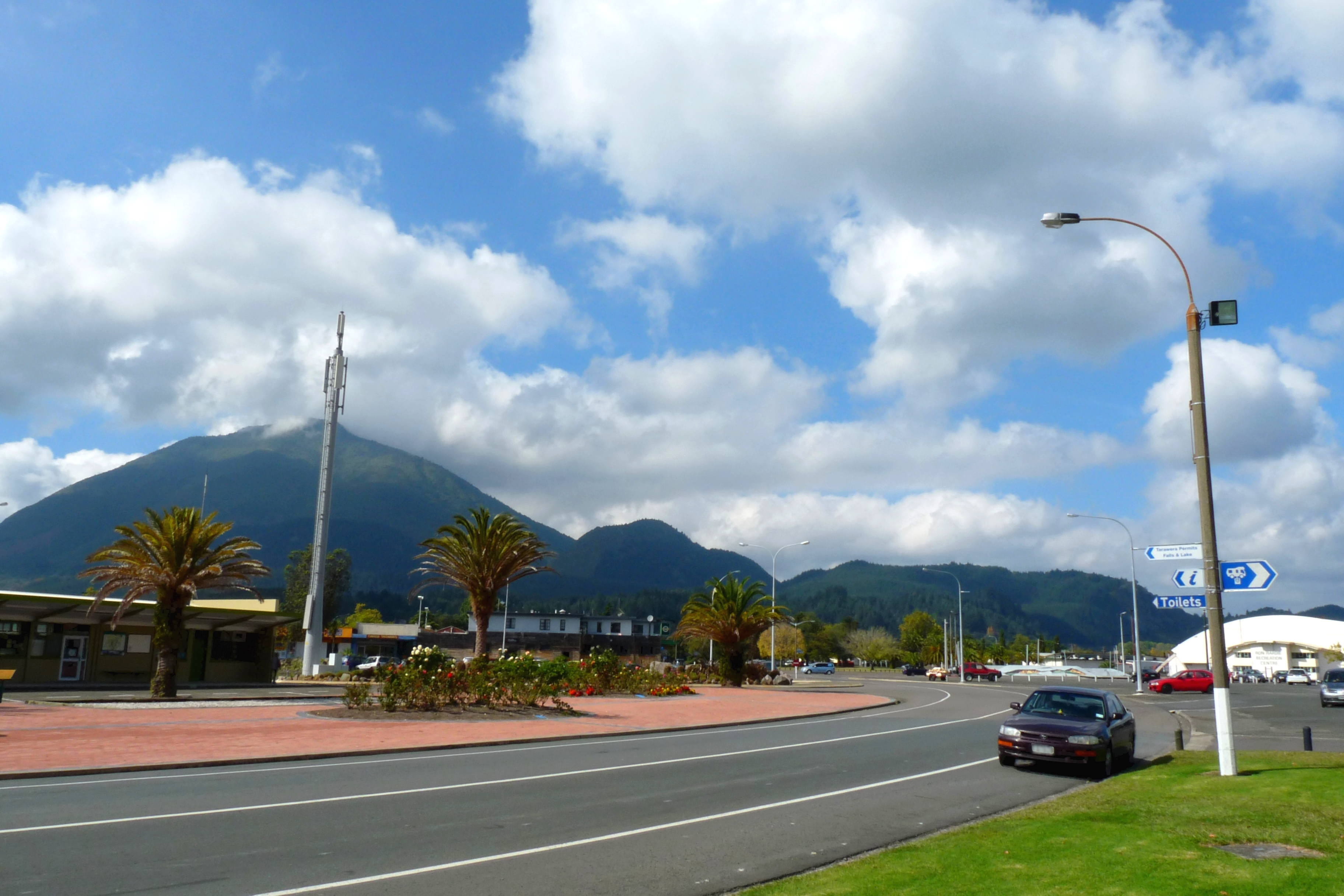
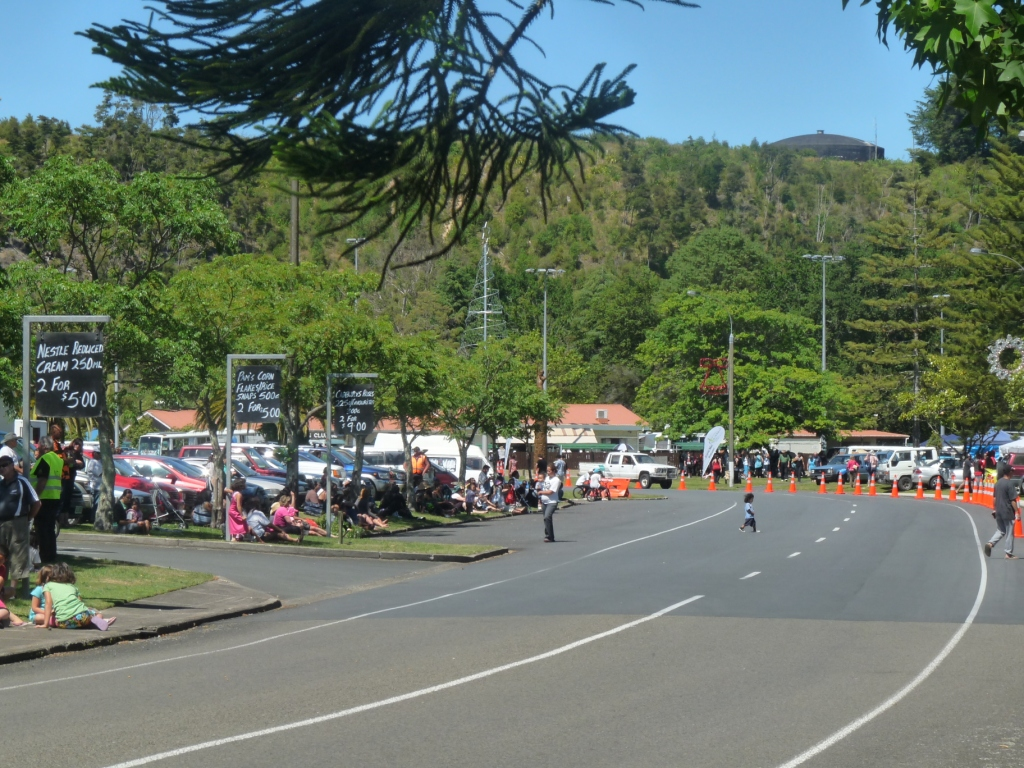

## Geschiedenis
Kawerau is een van de jongste plaatsen van Nieuw-Zeeland. Het werd in 1953 gesticht bij de bouw van de " New Tasman" pulp en papier molen. De molen werd hier gebouwd vanwege de beschikbaarheid van geothermische energie, water uit de Tarawera rivier en vurenhout uit het nabijgelegen Kaingaroa bos.
In 1987 was Kawerau een van de zwaarstgetroffen plaatsen van een aardbeving bij Edgecumbe. De vulkaan Mount Edgecumbe ligt drie kilometer ten oosten van Kawerau.
Momenteel wordt er gebouwd aan een geothermische elektriciteitscentrale van 90 MW.